# Xã East Oakland, Quận Coles, Illinois
Xã East Oakland (tiếng Anh: East Oakland Township) là một xã thuộc quận Coles, tiểu bang Illinois, Hoa Kỳ. Năm 2010, dân số của xã này là 1.388 người.